# Consiglio della federazione
Il consiglio della federazione è un consiglio in Canada che comprende i primi ministri (capi di governo) delle tredici province e territori del Canada. La sua funzione principale è presentare un fronte unito dei governi provinciale e territoriale nelle interazioni con il governo federale del Canada. Egli sostiene anche la "confederazione costruttiva", lavorando per l'unità canadese e riconoscendo le differenze tra le varie province e territori all'interno del sistema federale canadese.

## Storia
L'idea di un simile consiglio esiste da molto tempo, ma è stato il premier del Quebec Jean Charest a suggerirne la creazione in preparazione dei negoziati con il governo federale. Per la prima volta l'idea fu accettata da tutti i primi ministri e si formò il consiglio.
La fondazione del Consiglio della federazione è stata annunciata il 5 dicembre 2003 a Charlottetown, sull'Isola del Principe Edoardo. Questa località aveva un'importanza simbolica perché Charlottetown era il sito della conferenza di Charlottetown nel 1864; questa conferenza è stata il primo passo verso la confederazione canadese.
La prima prova di questo fronte unito è avvenuta dal 13 al 16 dicembre 2004, quando i Premier si sono incontrati con il Primo ministro Paul Edgar Philippe Martin per discutere le riforme del sistema sanitario universale del Canada. I premier rimasero uniti, e alla fine dell'incontro erano riusciti a ottenere 41 miliardi di dollari di contributi sanitari federali per dieci anni.
Prima dell'esistenza del Consiglio, c'erano molte Conferenze Interprovinciali (e Federali-Provinciali), la prima delle quali fu iniziata dal premier autonomista Honoré Mercier nel 1887, l'idea era di unire le province nelle loro richieste al fine di dare loro un buon equilibrio di potere per negoziare con il governo federale. Questi si sono verificati a intervalli molto irregolari. Una delle ultime è stata quella della Dichiarazione di Calgary del 1997, evitata dal governo del Quebec.

## Funzionamento
Il Consiglio della Federazione si riunisce due volte l'anno per discutere le questioni relative alle relazioni intergovernative canadesi, cioè quelle tra le province e territori e il governo federale.
Il segretariato del Consiglio della federazione si trova a 360 Albert Street, Suite 630, Ottawa, Ontario.

## Questioni
- Finanziamento e innovazione nel settore sanitario
- Sviluppo economico (soprattutto sulla scia della crisi Encefalopatia spongiforme bovina)
- Rafforzamento della Confederazione (selezione dei componenti del Senato e della Corte suprema)
- Raggiungere i giovani canadesi, coinvolgendoli nel processo politico
- Aiutare le persone colpite dalle emergenze
- Commercio interprovinciale/territoriale
- Acqua

## Membri
| Nome              | Provincia/Territorio                           | Affiliazione                                                      |
| ----------------- | ---------------------------------------------- | ----------------------------------------------------------------- |
| Jason Kenney      | Primo ministro dell'Alberta                    | Partito Conservatore Unito dell'Alberta                           |
| John Horgan       | Primo ministro della Columbia Britannica       | Nuovo Partito Democratico della Columbia Britannica               |
| Dennis King       | Primo ministro dell'Isola del Principe Edoardo | Partito Conservatore Progressista dell'Isola del Principe Edoardo |
| Brian Pallister   | Primo ministro del Manitoba                    | Partito Conservatore Progressista del Manitoba                    |
| Stephen McNeil    | Primo ministro della Nuova Scozia              | Partito Liberale della Nuova Scozia                               |
| Blaine Higgs      | Primo ministro del Nuovo Brunswick             | Partito Conservatore Progressista del Nuovo Brunswick             |
| Joe Savikataaq    | Primo ministro del Nunavut                     | Non affiliato                                                     |
| Doug Ford         | Primo ministro dell'Ontario                    | Partito Conservatore Progressista dell'Ontario                    |
| François Legault  | Primo ministro del Québec                      | Coalition Avenir Québec                                           |
| Scott Moe         | Primo ministro dello Saskatchewan              | Partito del Saskatchewan                                          |
| Andrew Furey      | Primo ministro di Terranova e Labrador         | Partito Liberale di Terranova e Labrador                          |
| Caroline Cochrane | Primo ministro dei Territori del Nord-Ovest    | Non-affiliato                                                     |
| Sandy Silver      | Primo ministro dello Yukon                     | Partito Liberale dello Yukon                                      |